# Bocaue
Bocaue è una municipalità di prima classe delle Filippine, situata nella Provincia di Bulacan, nella Regione del Luzon Centrale.
Bocaue è formata da 19 baranggay:
- Antipona
- Bagumbayan
- Bambang
- Batia
- Biñang 1st
- Biñang 2nd
- Bolacan
- Bundukan
- Bunlo
- Caingin
- Duhat
- Igulot
- Lolomboy
- Poblacion
- Sulucan
- Taal
- Tambobong
- Turo
- Wakas